# Tom Ford (snookerspelare)
Tom Ford, född 17 augusti 1983 i Leicester, engelsk snookerspelare.

## Karriär
Ford kommer från samma stad som den jämnårige Mark Selby och spelade ofta mot denne som junior. Ford har dock inte kunnat matcha Selbys framgångar på snookertouren, och har aldrig nått längre än till åttondelsfinal i en rankingturnering. I Grand Prix 2007, som avgjordes delvis med gruppspel, lyckades Ford göra ett maximumbreak i sin match mot Steve Davis, det 58:e någonsin inom professionell tävlingssnooker. Ford slutade dock 3:a i gruppen och tog sig inte vidare till slutspelet.
Sin största framgång nådde Ford 2010 då han vann den mindre rankingturneringen Players Tour Championship 3 i Sheffield. I finalen besegrade han den 19-årige Jack Lisowski. Han följde upp segern med ytterligare en PTC-vinst året därpå.
Ford har endast deltagit i VM en gång, 2010, då han förlorade mot Mark Allen i första omgången.

## Titlar

### Mindre rankingtitlar
- Players Tour Championship 3 - 2010
- Players Tour Championship 11 - 2011